# Kamal (Bulu)
Kamal is een bestuurslaag in het regentschap Sukoharjo van de provincie Midden-Java, Indonesië. Kamal telt 1867 inwoners (volkstelling 2010).